# Muxía
Muxía è un comune spagnolo di 6 040 abitanti situato nella comunità autonoma della Galizia sulla Costa da Morte.
Nel territorio di Muxía si trova il punto più occidentale della Spagna continentale, cioè il capo Touriñán.
Nei pressi del villaggio sorge il santuario della Virxe da Barca o Nosa Señora da Barca: la chiesa sorge di fronte ad un celebre luogo di culto megalitico, centrato sulla Pedra de Abalar ("la pietra oscillante") che i pellegrini fanno oscillare in cerca del suo punto di equilibrio. Il 25 dicembre del 2013 il santuario è stato devastato dalle fiamme provocate da un fulmine: la copertura è andata completamente distrutta ed è stata ricostruita con lavori conclusisi nella primavera del 2015. Nei pressi del santuario è presente un grande monumento in pietra denominato La Herida ("La Ferita"), in ricordo del grave naufragio nel novembre 2002 della petroliera Prestige e del disastro ecologico che ne seguì nei giorni successivi sulle coste della Galizia.

## Cultura di massa
Su questa costa, nella zona in cui si trova il santuario de la "Virxe da Barca", sono state girate e ambientate le scene finali del film Il cammino per Santiago di Emilio Estevez, con protagonista Martin Sheen, il padre del regista.

## Galleria d'immagini

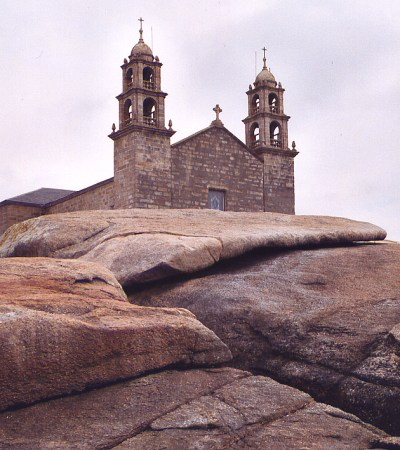
Muxia, Nosa Señora da Barca e la Pedra de Abalar
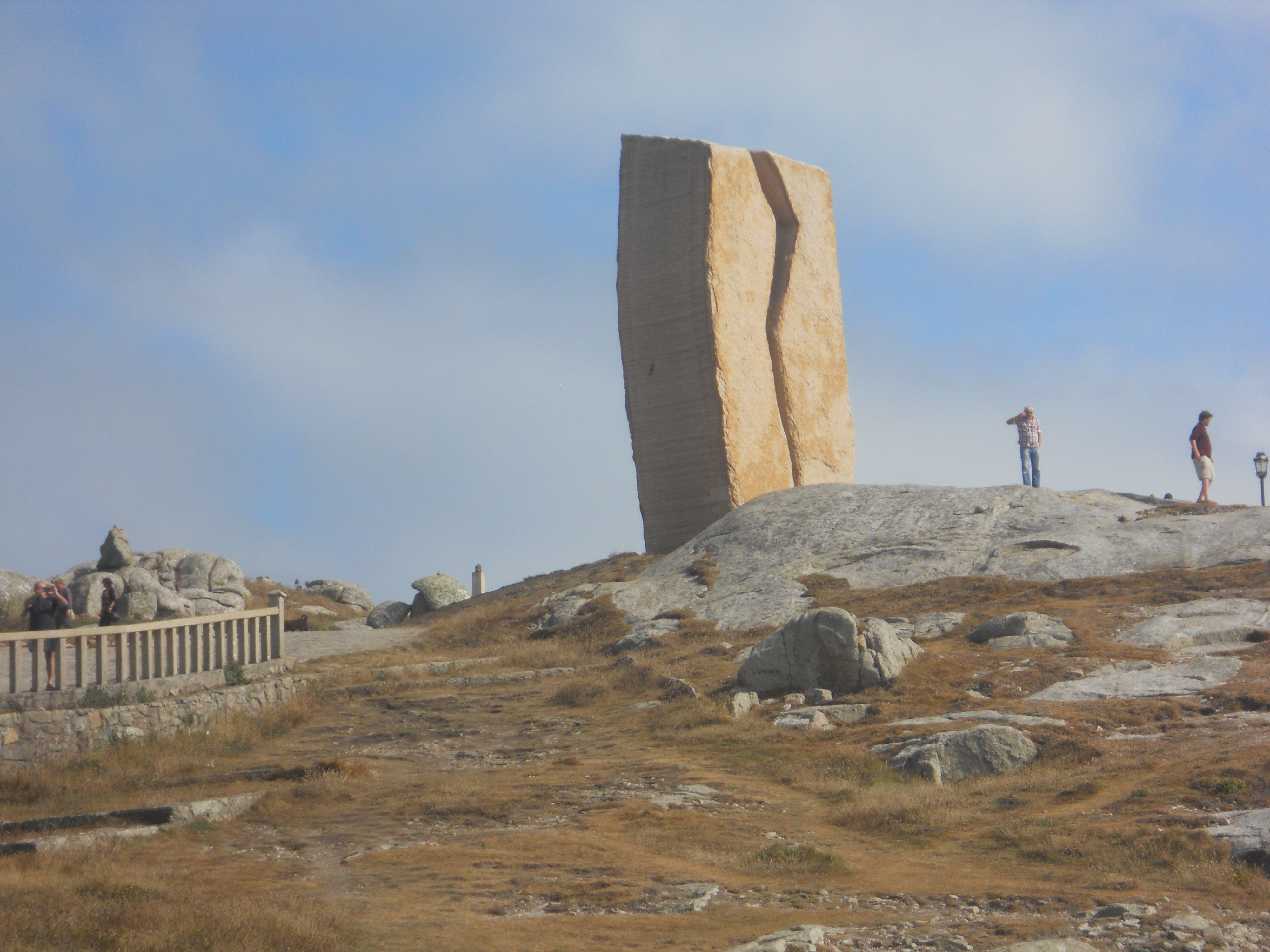
Monumento "La Herida" (La Ferita)
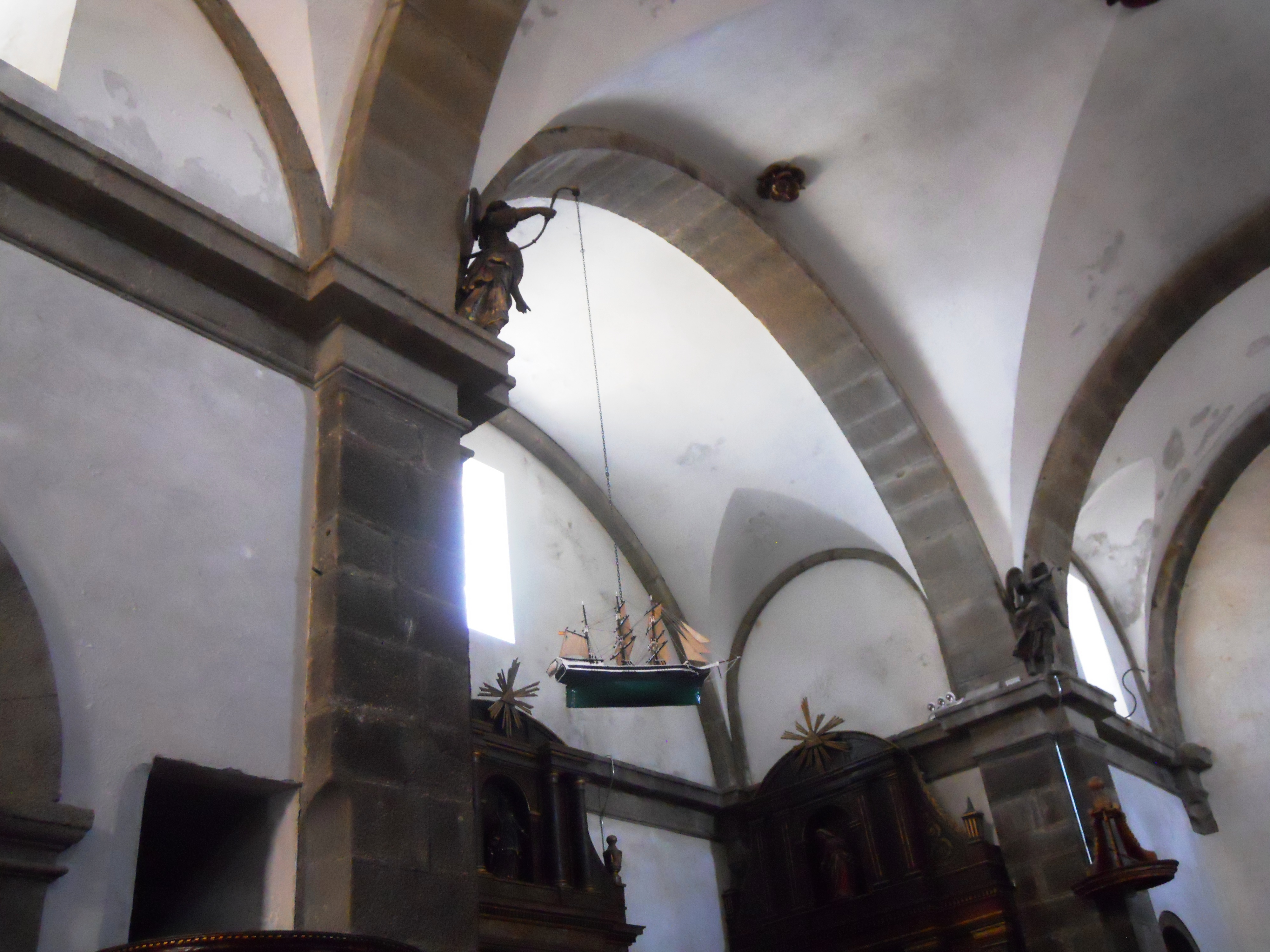
Interno del santuario, con modellino di nave appeso